# Comanthus briareus
Comanthus briareus is een haarster uit de familie Comatulidae.
De wetenschappelijke naam van de soort werd in 1882 gepubliceerd door Francis Jeffrey Bell.